# Daniela Zabłocka
Daniela Zabłocka (ur. 3 kwietnia 1949 w Łodzi) – polska aktorka, piosenkarka, kompozytorka i autorka tekstów, artystka kabaretowa.

## Życiorys
Pobierała lekcje śpiewu u prof. Jerzego Salskiego. W 1980 roku emigrowała do Australii, gdzie rozwijała karierę muzyczną. Założycielka kabaret „Pod kangurem” w Sydney. W 1994 roku wróciła do Polski, nagrywają 6 kaset z gatunku disco polo. Była gościem wielu programów telewizyjnych: „Na każdy temat” Mariusza Szczygły w TV Polsat, „Rozmowy w toku” Ewy Drzyzgi i reality show Bar na antenie Polsatu.
W 2006 bez powodzenia kandydowała do rady miejskiej w Łodzi z listy KWW „Lepsza Łódź” Waldemara Bohdanowicza.
Od 2012 roku jest jednym z 9 członków wybranych do Miejskiej Rady Seniorów w Łodzi.

## Filmografia (obsada aktorska)
- 2001: Wtorek
- 2002: Miss mokrego podkoszulka
- 2002: Edi
- 2004: Czwarta władza
- 2004: Świat według Kiepskich (odc. 167)
- 2004: Święta wojna (odc. 201)
- 2005: Boża podszewka II (odc. 13)
- 2005: Lawstorant
- 2005: Wiedźmy

### Spektakle telewizyjne
- 2001: Odszkodowanie (TVP2), reż. Marek Bukowski – jako Maria Magdalena[4]

## Dyskografia
Albumy studyjne
- Daniela I Jej Kangury: Dzigi, Dzigi (Green Star, 1994)
- Daniela I Kabaret Disco Polo, Czyli Same Jaja (Bross Records, 1994)
- Baba Jaga (KM Music, 1996)
- Bobasek (Voice Music, 1997)
- Swingująca Daniela (STD, 2002)
- Życie Jest Piękne (ELF Music)
- Daniela I Jej Wesołe Piosenki

## Nagrody muzyczne
- 1996: Nagroda Publiczności za utwór „Bal samotnych” na Festiwalu Piosenki kabaretowej „Ospa” w Ostrołęce[5][6]
- 1996: Nagroda Publiczności za utwór „Alkoholik song” na Festiwalu Piosenki kabaretowej „Ospa” w Ostrołęce
- 1997: I Nagroda za utwór „Nygus Blues” na Rawa Blues Festival

## Teledyski
- „Nygus Blues”
- „Baba Jaga”
- „Bobasek”
- „Doktorze, doktorze”